# ATCvet 코드 QI
ATC 코드 QI는 ATCvet 코드에 따른 동물용 및 수의학 전용 면역 약품을 정리한 코드이다.

WHO에서 정한 분류에 따라 ATC 코드에는 포함되지 않는다.

## 같이 보기
- ATC 코드 J06: 사람의 면역 혈청과 면역 글로불린에 쓰이는 약물을 정리한 코드.
- ATC 코드 J07: 사람에 쓰이는 백신을 정리한 코드.